# Frederik Paul Penard
Frederik Paul Penard (Paramaribo, 26 januari 1876 – Paramaribo, 4 september 1909) was een Nederlands-Surinaams natuuronderzoeker en etnoloog.

## Levensloop

### Jeugd
Hij werd geboren als zoon van Frederik Paul Penard senior, een welgestelde handelaar in Paramaribo, en Philippa Salomons. Frederik Paul Penard (junior) was de oudste van vier zoons van het echtpaar. Hij werkte samen met twee jongere broers, Thomas Edward Penard en Arthur Philip Penard, aan onderzoek naar de vogels van Suriname en de taal, religie en gebruiken van de inheemse bevolking van het land. Toen hij negen was, werd vastgesteld dat Frederik aan lepra leed. Als gevolg werd Frederik, net als zijn broer Arthur, van school gehaald en thuis in isolement geplaatst. Thomas werd, net als de vierde zoon van het echtpaar, William, naar de Verenigde Staten gestuurd om besmetting met de ziekte te voorkomen. 

### Ornithologie
In hun ouderlijk huis onderwezen Frederik en Arthur zichzelf over verschillende natuurwetenschappelijke onderwerpen. De grootste interesse had de studie van de Surinaamse ornithologie. Omdat zowel Frederik als Arthur aan lepra leden en daarom aan huis gekluisterd waren, konden zij zelf geen vogels verzamelen. Daarom betaalden zij vissers en jagers, vaak inheemse Kari'na, om vogels en eieren voor hen te verzamelen. Op deze manier verzamelden zij een belangrijke ornithologische collectie, waarvan zij een klein deel schonken aan het British Museum en een groot deel aan het Rijksmuseum van Natuurlijke Historie in Leiden. Terwijl Arthur voornamelijk zorgde voor het verkrijgen en voorbereiden van de vogels en eieren, schreef Frederik de publicaties van het gezamenlijke onderzoek, die wél onder hun beider naam werden gepubliceerd. 

### Etnografisch onderzoek
Door het contact met de Kari'na, die specimens aanleverden, raakten de gebroeders Penard geïnteresseerd in de leefwereld van de inheemse bevolking. Dit resulteerde in de eerste in een reeks van publicaties over de psychologie, religie en folklore van de Kari'na De mensch-etende aanbidders der zonneslang in 1907. In 1908 en 1909 publiceerden Frederik en Arthur gezamenlijk twee volumes die een aanvulling waren op hun publicatie uit 1907, evenals meerdere krantenartikelen. In 1909 ontvingen zij een zilveren medaille van het Koloniaal Museum - tegenwoordig het Wereldmuseum Amsterdam - voor hun verdiensten in het onderzoek naar de natuur en inheemse cultuur van Suriname. Kort daarop, in 1909, overleed Frederick aan de gevolgen van lepra. Na het overlijden van Frederick zette Arthur het gezamenlijke onderzoek voort en publiceerde, soms samen met Thomas Penard, zowel over de cultuur van de Kari'na, als over de vogels van Suriname.

### Encyclopedie van de Kari'na
Door het overlijden van Frederick Penard werd het grote werk waaraan de broers samen werkten, een encyclopedie van de cultuur van de Kari'na, nooit afgerond en niet gepubliceerd. Na het overlijden van Frederick stuurde Arthur het manuscript van deze encyclopedie naar zijn broer Thomas in de VS, met het doel deze gepubliceerd te krijgen, wat Thomas niet lukte. In 1950 arriveerde dit manuscript bij het Rijksmuseum Volkenkunde in Leiden. Doordat er geen expertise over het materiaal was, raakte het document al snel in de vergetelheid en verdween in de depots van het museum. In 2011 werd, bij renovatiewerkzaamheden, het document herontdekt. 